# Boutrouch
Boutrouch (franska: Boutrouch (CR), Boutrouch (Commune Rurale), arabiska: ترميكت) är en kommun i Marocko.   Den ligger i provinsen Sidi Ifni och regionen Guelmim-Oued Noun, 600 km söder om huvudstaden Rabat. Antalet invånare är 4 496.